# Тенгстедт, Каспер
Каспер Тенгстедт (дат. Casper Tengstedt; род. 1 июня 2000, Дания) — датский футболист, нападающий нидерландского клуба «Фейеноорд».

## Клубная карьера
Тенгстедт — воспитанник клубов «Виборг Сондермаркен», «Виборг» и «Мидтьюлланн». Летом 2019 года для получения игровой практики Каспер на правах аренды перешёл в немецкий «Нюрнберг», где выступал за команду дублёров. Летом 2020 года Тенгстедт был арендован клубом «Хорсенс». 13 сентября в матче против «Раннерс» он дебютировал в датской Суперлиге. 11 апреля 2021 года в поединке против «Сённерйюска» Каспер забил свой первый гол за «Хорсенс». По итогам сезона клуб вылетел из элиты, но игрок подписал с командой полноценный контракт и остался. 23 июля в матче против «ХБ Кёге» он дебютировал в Первом дивизионе Дании. По итогам сезона Каспер забил 15 мячей и стал лучшим бомбардиром дивизиона.
Летом 2022 года Тенгстедт перешёл норвежский «Русенборг». 6 августа в матче против «Хам-Кама» он дебютировал в Типпелиге. В этом же поединке Каспер забил свой первый гол за «Русенборг». 12 августа в матче против «Саннефьорда» он сделал хет-трик. По итогам сезона Каспер забил 15 голов в 14 матчах и стал лучшим бомбардиром команды.
В начале 2023 года Тенстедт перешёл в лиссабонскую «Бенфику», подписав контракт на 5 лет. Сумма трансфера составила 7 млн евро. 12 марта в матче против «Маритиму» он дебютировал в Сангриш лиге. В своём дебютном сезоне игрок стал чемпионом Португалии.
Летом 2025 года стал игроком нидерландского «Фейеноорда», подписав четырёхлетний контракт до середины 2029 года. 6 августа дебютировал в матче Лиги чемпионов УЕФА против турецкого «Фенербахче», выйдя на замену вместо Аясэ Уэда на 77-й минуте.

## Достижения
Клубные
 «Бенфика»
- Победитель Сангриш лиги — 2022/23